# Aymberedactylus

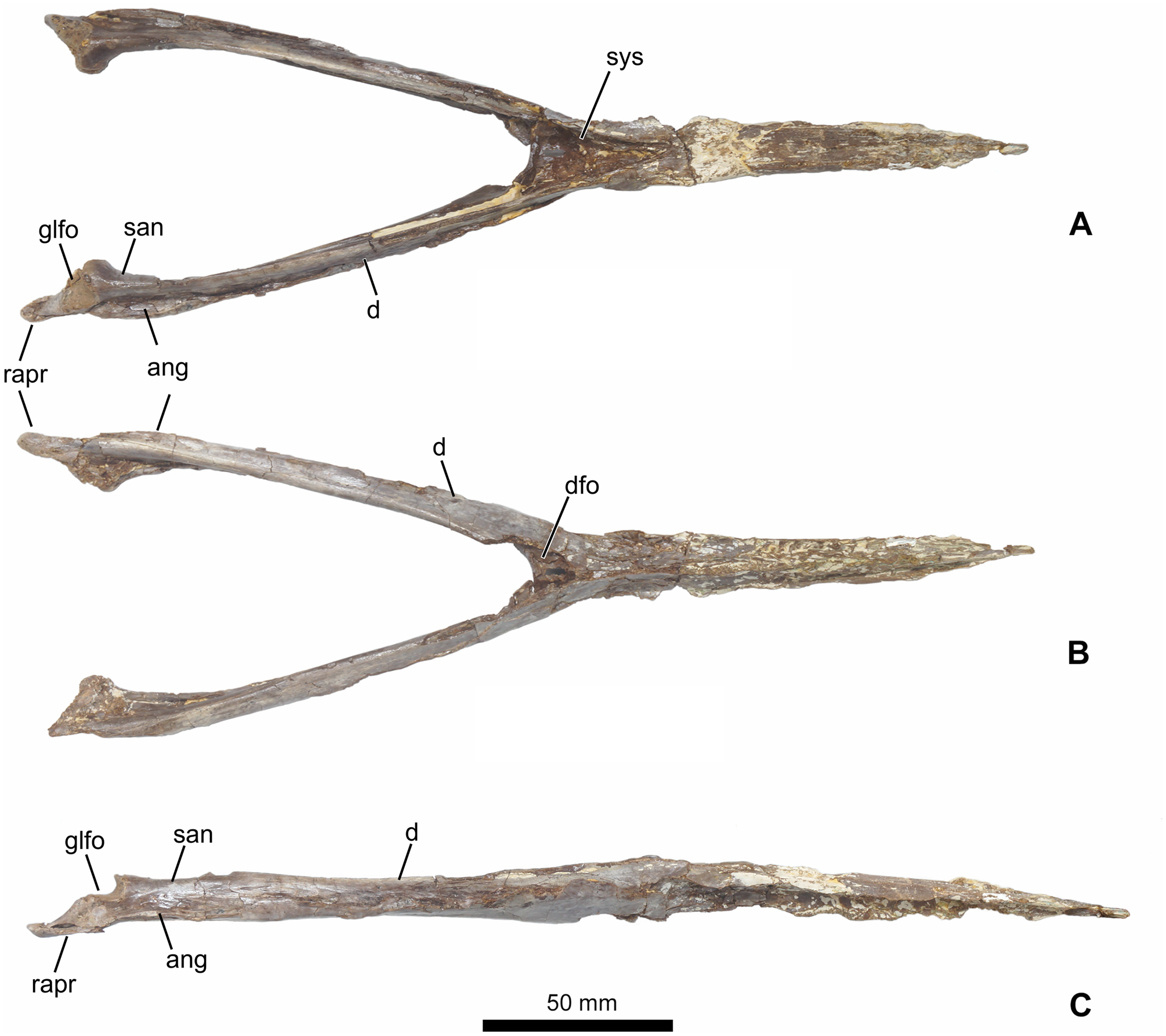
Het holotype in drie aanzichten

Aymberedactylus is een geslacht van uitgestorven pterosauriërs, behorend tot de Pterodactyloidea, dat tijdens het Vroeg-Krijt leefde in het gebied van het huidige Brazilië. De enige benoemde soort is Aymberedactylus cearensis.

## Vondst en naamgeving
Het Museu Nacional van de Universidade Federal do Rio de Janeiro verwierf een fossiel van een pterosauriër dat afkomstig zou zijn van een groeve nabij Nova Olinda. Het stuk werd verder geprepareerd door Helder P. Silva. Men kwam tot de conclusie dat het een nog onbekende soort betrof.
In 2016 benoemden en beschreven Rodrigo Vargas Pêgas, Maria Eduarda de Castro Leal en Alexander Wilhelm Armin Kellner de typesoort Aymberedactylus cearensis. De geslachtsnaam combineert het Tupi aymbere, 'kleine hagedis', met het Oudgrieks daktylos, 'vinger', sinds Pterodactylus een gebruikelijk achtervoegsel in de namen van pterosauriërs, verwijzend naar hun vleugelvinger. De soortaanduiding verwijst naar de herkomst uit de staat Ceará. De naam werd gepubliceerd in het elektronisch tijdschrift PLoS ONE en voor de geldigheid erven waren dus Life Science Identifiers nodig. Die zijn CFF72AD6-6472-4290-9C58-AE85AA3CC12D voor het geslacht en 0D69853A-AA21-478C-B50B-9F6B273CF92D voor de soort.
Het holotype MN 7596-V is gevonden in een laag van de Cratoformatie die dateert uit het Aptien-Albien. Het bestaat uit een stel vrijwel complete en vergroeide onderkaken. De mandibula is vrijwel compleet op beschadigingen aan de onderrand na. Het betreft een jongvolwassen individu.

## Beschrijving

### Grootte en onderscheidende kenmerken

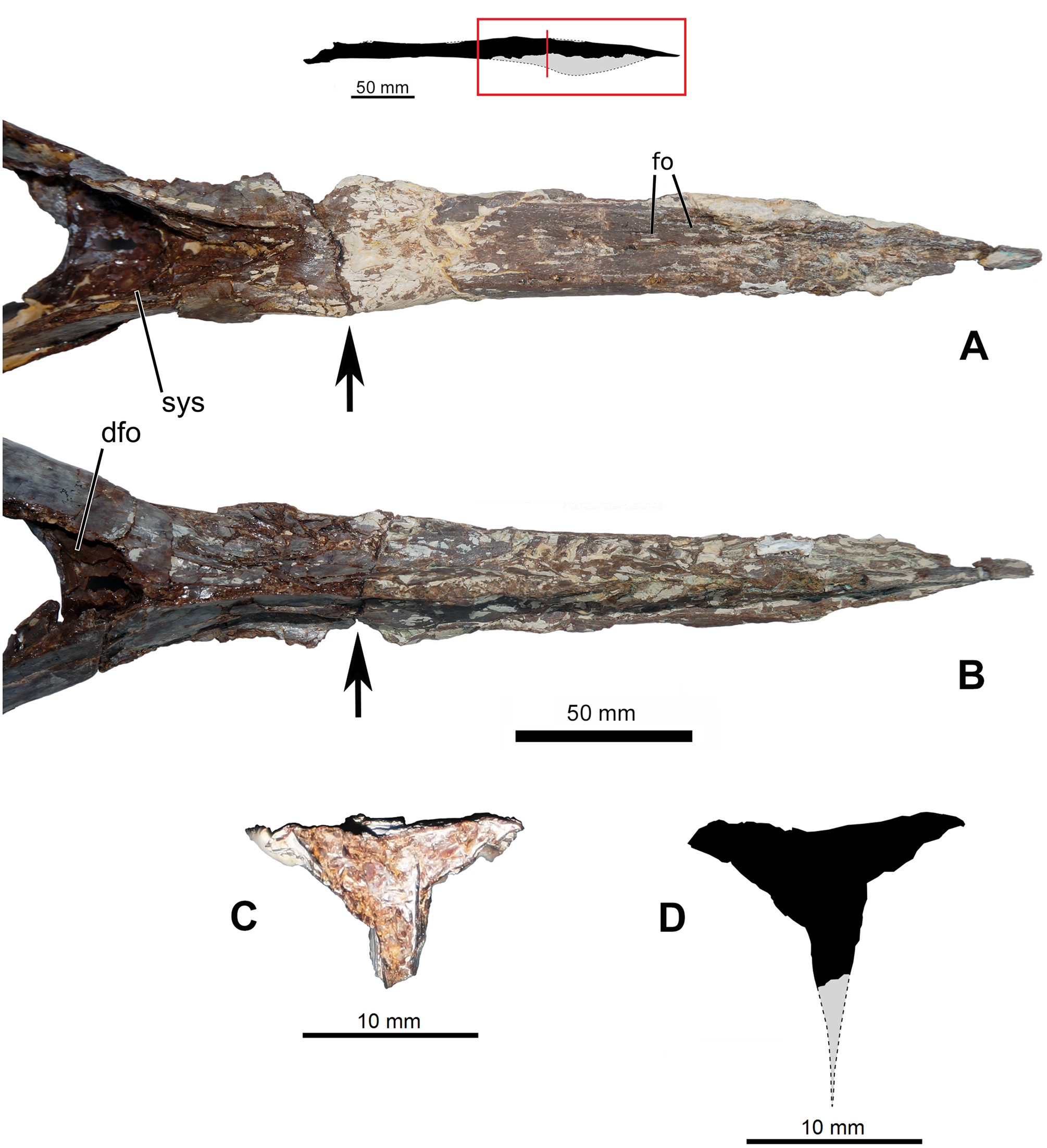
De symfyse van boven, onder en in dwarsdoorsnede bezien

De spanwijdte van het holotype werd geschat op twee meter. Hoewel het exemplaar wellicht nog niet volgroeid was, werd het onwaarschijnlijk geacht dat een spanwijdte van vier meter zou zijn bereikt als bij sommige nauwe verwanten.
De beschrijvers stelden verschillende onderscheidende kenmerken vast. Twee daarvan zijn autapomorfieën, unieke afgeleide eigenschappen. Het retroarticulair uitsteeksel, dat zich aan de achterkant van de onderkaak bevindt en dient als hefboom voor spier die de muil opent, is langgerekt, 7% van de totale onderkaaklengte beslaand. Het spleniale heeft een ondiepe groeve met een ruwe textuur.
Daarnaast is er een unieke combinatie van op zich niet unieke eigenschappen. Het beenplateau aan de achterkant van de symfyse waarin de voorste kaakpunten verenigd zijn, is diep. De symfyse heeft een holle bovenrand over de volle lengte. De onderkaken zijn achteraan samen vrij breed met een breedte die 34% van de lengte bedraagt. De groeve op het dentarium is kort en ondiep. De symfyse maakt met iedere achterste tak van de onderkaken een stompe hoek van 165°, zodanig dat de takken onderling een hoek van 30° met elkaar maken.

### Skelet
De onderkaken zijn zevenentwintig centimeter lang. Hun voorste helft wordt gevormd door de symfyse, een overdwars dunne plaat waarin de voorste dentaria zijn samengegroeid. De dentaria zijn geheel tandeloos. De symfyse kromt maar iets naar beneden. Daarbij is haar bovenrand over de volle lengte wat hol, zonder de knikken, treden of golvingen die verwanten vaak hebben. Dit kan een basaal kenmerk zijn. Foramina in de symfyse duiden op een omvattende onderste hoornsnavel. Onderaan loopt de symfyse uit in een kam. De snijrand daarvan is afgebroken zodat de hoogte niet kan worden vastgesteld maar de zijvlakken naderen elkaar al zo sterk dat de kam vermoedelijk niet zeer hoog was. Achteraan loopt de symfyse uit in een verbindend beenplateau. Het is vlak en een stuk lager gelegen dan de kaakrand maar wel kort. De onderkaaktakken verwijden zich plots aan de achterkant van de symfyse zodat in bovenaanzicht een Y-vorm ontstaat. Bij de verwanten gaat dat typisch geleidelijker zodat het profiel meer een V is. De late splitsing betekent ook dat de totale breedte van de onderkaken laag ligt. Bij Azhdarchoidea heeft het dentarium aan de achterste onderkant een lengtegroeve. Deze fossa is hier ondiep en lijkt ook kort hoewel door de beschadiging van de kam de exacte lengte niet kan worden vastgesteld.
Achteraan is de opening voor de sluitende spier vrij kort en smal. Ervoor ligt een ondiepe ovale uitholling op de binnenkant van het os spleniale, het bot dat de binnenkant van het os dentale bedekt. In dat laatste is geen fossa Meckeliana zichtbaar. De onderkaak is ook achteraan tamelijk plat met een hoogte van maar 5,8% van de lengte. Dat kan gedeeltelijk veroorzaakt zijn door compressie van het fossiel: de oorspronkelijke hoogte kan een derde hoger hebben gelegen. Het onderste kaakgewricht is tamelijk vlak, zonder een richel die twee holten voor de bovenste gewrichtsknobbels schept. Het retroarticulair uitsteeksel is tweemaal langer dan normaal.

## Fylogenie

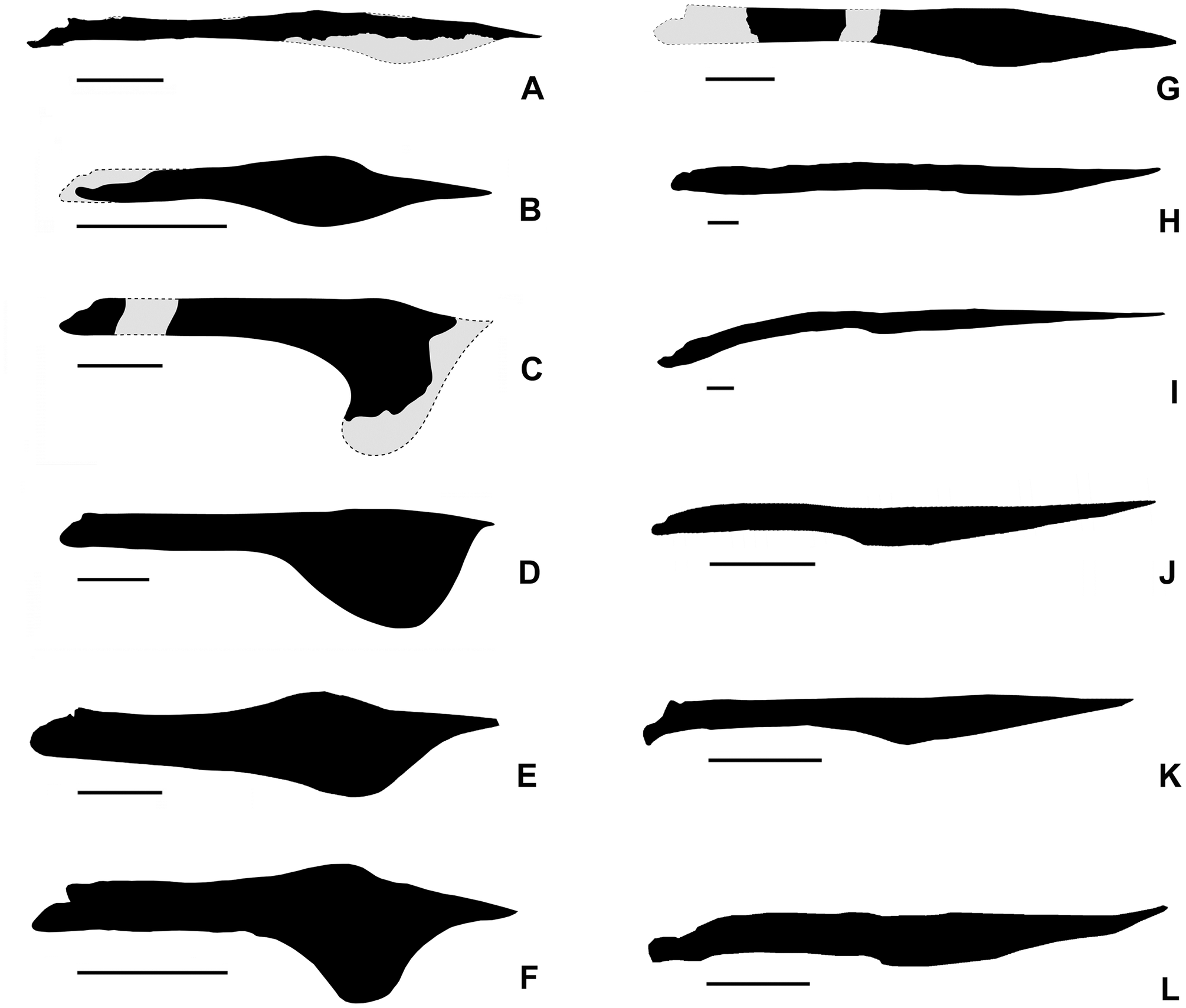
Een vergelijking van de zijprofielen van de onderkaken van Azhdarchoidea met onder A Aymberedactylus

Aymberedactylus is na een exacte kladistische analyse in de Tapejarinae geplaatst, als meest basale soort in die groep. Dit zou wijzen op een herkomst van die groep uit Gondwana.
Het volgende kladogram toont de positie in de evolutionaire stamboom volgens het beschrijvende artikel.
|  | Europejara olcadesorum  |
|  |                         |
|  | Tupandactylus imperator |
|  |                         |
|  | Tapejara wellnhoferi    |
|  |                         |
|  | Caiuajara dobruskii     |
|  |                         |

|  | Sinopterus dongi          |
|  |                           |
|  | Eopteranodon lii          |
|  |                           |
|  | "Huaxiapterus" benxiensis |
|  |                           |
|  | "Huaxiapterus" corollatus |
|  |                           |

|  | Europejara olcadesorum  |
|  |                         |
|  | Tupandactylus imperator |
|  |                         |
|  | Tapejara wellnhoferi    |
|  |                         |
|  | Caiuajara dobruskii     |
|  |                         |

|  | Sinopterus dongi          |
|  |                           |
|  | Eopteranodon lii          |
|  |                           |
|  | "Huaxiapterus" benxiensis |
|  |                           |
|  | "Huaxiapterus" corollatus |
|  |                           |

|  | Europejara olcadesorum  |
|  |                         |
|  | Tupandactylus imperator |
|  |                         |
|  | Tapejara wellnhoferi    |
|  |                         |
|  | Caiuajara dobruskii     |
|  |                         |

|  | Sinopterus dongi          |
|  |                           |
|  | Eopteranodon lii          |
|  |                           |
|  | "Huaxiapterus" benxiensis |
|  |                           |
|  | "Huaxiapterus" corollatus |
|  |                           |

|  | Europejara olcadesorum  |
|  |                         |
|  | Tupandactylus imperator |
|  |                         |
|  | Tapejara wellnhoferi    |
|  |                         |
|  | Caiuajara dobruskii     |
|  |                         |

|  | Sinopterus dongi          |
|  |                           |
|  | Eopteranodon lii          |
|  |                           |
|  | "Huaxiapterus" benxiensis |
|  |                           |
|  | "Huaxiapterus" corollatus |
|  |                           |

## Levenswijze
Het is omstreden waarvan de Tapejarinae leefden, prooien of vruchten. De beschrijvers wijzen erop dat de dunne symfyse van Aymberedactylus niet geschikt is om de krachten te weerstaan die een schuddende of wringende grote prooi zou hebben opgewekt. Evenmin kon een sterke beet worden toegebracht wat bevestigd wordt door de smalle groeve voor de sluitspieren zoals de musculus pseudotemporalis profundus, musculus pseudotemporalis superficialis en musculus adductor mandibulae externus profundus. Daarentegen wijst het lange retroarticulair uitsteeksel, aanhechting voor de musculus depressor mandibulae, op een vermogen krachtig en snel de kaak te openen. Niet werd aangegeven wat daarvan de functie zou zijn geweest.